# Завадів (Яворівська міська громада)
Зава́дів (пол. Zawadów) — село в Україні, у Яворівському районі Львівської області. Населення становить 1261 особа. Орган місцевого самоврядування — Яворівська міська рада.

## Географія
Завадів — знаходиться на півночі Яворівського району, за 18 км від Яворова, 72 км від Львова і 12 км від кордону з Польщею. Має добре транспортне сполучення — за 3 км від села проходить автомагістраль міжнародного значення. 58 % території займають ліси, а Завадівське водосховище — 395 га земель сільської ради. Тут проживає 1236 мешканців, які зберегли народні традиції етнічного Надсяння, обряди та самобутній місцевий фольклор, художні ремесла.
Село розкинулось у долині р. Завадівки, на стику природних районів Надсянської рівнини — із заходу Грушівської височини, з півночі — Немирівської улоговини, що плавно переходить у горбисту височину Розточчя — Головний Європейський вододіл. Саме на його схилах, в урочищі Курники, бере початок річка Завадівка, яка протікає північною частиною села, потім впадає у р. Сян, що належить до басейну р. Вісли. природа Завадова наповнена розмаїттям ландшафтів: неповторні заплавні озера, багата рибою річка, запашні луги і зелені шати лісів манять своєю красою.

## Історія
Доісторичні відомості Завадова поринають у II тис.до н. е. — епоху міді. Археологи зафіксували на захід від села сліди перебування племен шнурової кераміки. На березі річки Завадівки досліджено поселення тшинецької культури Х-VIII ст. до н. е. Також знайдено речі доби раннього заліза.
Усні перекази повідомляють про перше поселення Спасівка, яке побутувало за 3 км північніше сучасного Завадова. Під час набігів татар воно було спалене, а його мешканці переселились у долину річки біля лісу та заснували село Завадів (болота завадили татарам здійснювати напади).
Перша письмова згадка датується 1206 р. У плині століть с. Завадів зазнавало різної долі: розквіту і прогресу, поневолення та занепаду, як і вся територія Західної Галичини. З середини XVII ст. король Казимир багато разів передаровував село Завадів своїм васалам. 1799 року пожежею було знищено дерев'яну церкву. 1812 року мешканці збудували муровану Церкву Різдва Пресвятої Богородиці. Церква Різдва Пресвятої Богородиці не була закрита ніколи, тоді, як інші сусідні церкви були закриті.

## Населення

### Мова
Розподіл населення за рідною мовою за даними :
| Мова       | Кількість | Відсоток |
| ---------- | --------- | -------- |
| українська | 1260      | 99.92%   |
| російська  | 1         | 0.08%    |
| Усього     | 1261      | 100%     |

## Відомі мешканці

### Народились
- Пазиняк Василь Степанович — народний депутат України, член ВО «Батьківщина».